# Komet Hergenrother 1
Komet Hergenrother 1 ali 168P/Hergenrother je periodični komet z obhodno dobo okoli 6,9 let.

 Komet pripada Jupitrovi družini kometov .

## Odkritje
Komet je odkril 22. novembra 1998 ameriški astronom Carl W. Hergenrother.